# Djibril M’Bengue
Djibril Omar „Djibi“ M’Bengue (* 13. Mai 1992 in Schorndorf) ist ein deutscher Handballspieler, der beim Zweitligisten SG BBM Bietigheim unter Vertrag steht.

## Vereinskarriere
Der Sohn eines Senegalesen und einer Deutschen spielte in der Jugend zunächst Fußball, bevor er zum Handball wechselte. In der A-Jugend wechselte der Linkshänder von der HSK Urbach/Plüderhausen zum TSB Schwäbisch Gmünd, für den er später auch in der Württembergliga auflief. 2013 schloss sich der 1,95 Meter große Rückraumspieler dem damaligen Zweitligisten TV Bittenfeld an, spielte aber aufgrund eines Zweitspielrechts bis 2015 weiterhin auch für den TSB Schwäbisch Gmünd, mit dem er 2014 in die Oberliga Baden-Württemberg aufstieg. In der Saison 2014/15 gelang M’Bengue mit dem TVB der Aufstieg in die Handball-Bundesliga. Ab der Saison 2015/16 spielte er mit dem nun unter dem Namen TVB 1898 Stuttgart antretenden Verein in der Bundesliga. Im Sommer 2018 verließ M’Bengue den TVB und schloss sich dem portugiesischen Erstligisten FC Porto an. Mit Porto gewann er 2019, 2021 und 2022 die portugiesische Meisterschaft sowie 2019 und 2021 den portugiesischen Pokal.
Im November 2021 gab der Bergische HC die Verpflichtung M’Bengues zur Saison 2022/23 bekannt. Mit dem Bergischen HC stieg er 2024 in die 2. Bundesliga ab und nach einer Saison direkt wieder auf. Im Sommer 2025 wechselte er zum Erstligaabsteiger SG BBM Bietigheim.

## Auswahlmannschaften
Im November 2021 wurde M’Bengue erstmals in das Aufgebot der deutschen Nationalmannschaft berufen. Am 5. November 2021 gab er sein Länderspieldebüt in einem Testspiel gegen Portugal in Luxemburg.
Bei der Europameisterschaft 2022 bestritt er drei Spiele, bevor ein positiver COVID-19-Test sein Turnier beendete. Bei der Weltmeisterschaft 2023 erreichte er mit der deutschen Nationalmannschaft den 5. Platz.